# Bulbostylis paraensis
Bulbostylis paraensis är en halvgräsart som beskrevs av Charles Baron Clarke. Bulbostylis paraensis ingår i släktet Bulbostylis och familjen halvgräs. Inga underarter finns listade i Catalogue of Life.